# Шалански, Юдит
Юдит Шалански (нем. Judith Schalansky) — немецкая писательница, дизайнер книг и редактор.

## Биография
Юдит Шалански родилась в Грайфсвальде, изучала историю искусств в Свободном университете Берлина и коммуникационный дизайн в Потсдамском университете. После окончания университета в 2007 г. она до 2009 г. преподавала основы типографики в Потсдамском университете прикладных наук.
Свою издательскую деятельность Шалански начала в 2006 г. с типографского сборника Fraktur mon Amour, а два года спустя представила свой литературный дебют Blau steht dir nicht. Она сама оформила несколько своих книг и получила за них награды за дизайн. Романы «Atlas der abgelegenen Inseln», и «Шея жирафа», вышедшие двумя годами позже, были удостоены 1-й премии Stiftung Buchkunst. Книги Шалански переведены более чем на 25 языков. В 2021 г. роман «Каталог утраченных вещей» была включена в лонг-лист Международной Букеровской премии, а также Национальной книжной премии.
С весны 2013 года она выпускает серию книг Naturkunden («Естествознание») в издательстве Matthes & Seitz Berlin.
Шалански является соучредителем берлинского ПЕН-клуба. В 2019 г. была избрана в Академию наук и литературы Майнца и принята в Немецкую академию языка и поэзии.
В июне 2023 года она стала девятым автором, который передал написанное произведение в Библиотеку будущего при библиотеке Deichmanske bibliotek в Осло.

## Произведения
- Fraktur mon Amour, 2006
- Blau steht dir nicht. Matrosenroman, 2008
- Atlas der abgelegenen Inseln, 2009
- Taschenatlas der abgelegenen Inseln. Fünfzig Inseln, auf denen ich nie war und niemals sein werde, 2011
- Шея жирафа / Der Hals der Giraffe, 2011
- Каталог утраченных вещей / Verzeichnis einiger Verluste, 2018

## Награды
- 2010: Designpreis der Bundesrepublik Deutschland
- 2011: Essay Prize, за роман «Каталог утраченных вещей»
- 2012: Spycher: Literaturpreis Leuk gemeinsam mit John Burnside
- 2012: Comburg-Literaturstipendium, Schwäbisch Hall
- 2012: 1. Preis der Stiftung Buchkunst: «Schönstes deutsches Buch des Jahres» за роман «Шея жирафа»
- 2014: Mainzer Stadtschreiberin
- 2014: Preis der Literaturhäuser
- 2018: Wilhelm-Raabe-Literaturpreis за Verzeichnis einiger Verluste
- 2020: Christine Lavant Preis
- 2020: Nicolas-Born-Preis
- 2021: Gutenberg-Preis der Stadt Leipzig